# Thomas Babou
Thomas Babou, né à Liège le 12 février 1656 et mort à Liège vers 1740, est un organiste et compositeur liégeois.

## Biographie
On sait actuellement fort peu de choses sur lui. Il a été organiste à la Collégiale Saint-Jean-l’Évangéliste de Liège, au moins de 1687 jusqu’à 1726. 
Son fils, Jean-François-Pascal (1700-1767), fut aussi organiste à la collégiale (de 1726 à 1767), exerça comme notaire, et fut secrétaire du chapitre de St-Jean à partir de 1742. On lui doit vraisemblablement la copie d’un Livre d’orgue, conservé à la bibliothèque du Conservatoire de Liège, comportant plusieurs pièces «par Monsieur Babou», datées de 1709 et 1710. Leur style brillant et mondain oscille entre les influences italiennes et françaises à la Le Bègue, et peut dans plusieurs cas convenir au clavecin.

## Œuvres
Pièces d’orgue (ou de clavecin) d’après l’édition Froidebise :
- 1. Pièce par Monsieur Babou 1709 (ut majeur)
- 2. Pièce par Monsieur Babou 1709 (la mineur)
- 3. Pièce par Monsieur Babou 1709 (sol majeur)
- 4. Pièce par Monsieur Babou 1710 (ré majeur)
- 5. Pièce par Monsieur Babou s.d. (sol majeur)
- 6. Pièce par Monsieur Babou 1709 (fa majeur)
- 7. Fantaisie des trompettes basses et hautes, par Monsieur Babou 1709 (ré mineur)
- 8. Fantaisie des trompettes basse et haute, par Monsieur Babou 1709 (ut majeur)
- 9. Pièce de Cornet par Monsieur Babou s.d. (fa majeur)
- 10. Fantaisie du Cornet (sol mineur)
- 11. Sujet varié par Monsieur Babou (7 var. en sol majeur)
- 12. Salve Regina (Babou ?)
- 13. Tantum Ergo (Babou ?)

L’édition Schoonbroodt comporte 144 pièces de clavier :
- 14. Pièce variée (chaconne) en sol majeur

## Partitions
- 13 Pièces de Babou, publiées par Pierre Froidebise d’après le manuscrit du Conservatoire Royal de Liège, éd. de la Schola Cantorum, (Orgue et Liturgie no 43), Paris, 1959, 32 p. Réédition chez Kalmus/Belwin, USA.
- Thomas Babou, Livre d’orgue, Hubert Schoonbroodt, éd., Veurne (Furnes), Belgique : Documentatiecentrum voor orgel, 1986, 150 p.
- « Thomas Babou » (partitions libres de droits), sur l'IMSLP

## Enregistrements
- Intégrale en 3 disques (microsillon) Musique en Wallonie (1980-84), par Hubert Schoonbroodt à l’orgue J.-B. Le Picard de l’Abbaye de la Paix Notre-Dame, à Liège (Belgique).